# Taking the Count (film 1916)
Taking the Count è un cortometraggio muto del 1916 diretto da Wallace Beery.

## Produzione
Il film, che fu prodotto dalla Essanay Film Manufacturing Company, venne girato a Niles. Gilbert M. 'Broncho Billy' Anderson, fondatore della casa di produzione Essanay (che aveva la sua sede a Chicago), aveva individuato nella cittadina californiana di Niles il luogo ideale per trasferirvi una sede distaccata della casa madre. Niles diventò, così, il set di numerosi film prodotti dalla Essanay.

## Distribuzione
Distribuito dalla General Film Company, il film - un cortometraggio in due bobine - uscì nelle sale cinematografiche USA il 20 dicembre 1916.